# Murdannia allardii
Murdannia allardii là một loài thực vật có hoa trong họ Commelinaceae. Loài này được (De Wild.) Brenan mô tả khoa học đầu tiên năm 1952.